# Macromitrium dusenii
Macromitrium dusenii là một loài rêu trong họ Orthotrichaceae. Loài này được Müll. Hal. ex Broth. mô tả khoa học đầu tiên năm 1897.